# Seewiesen (Pöcking)

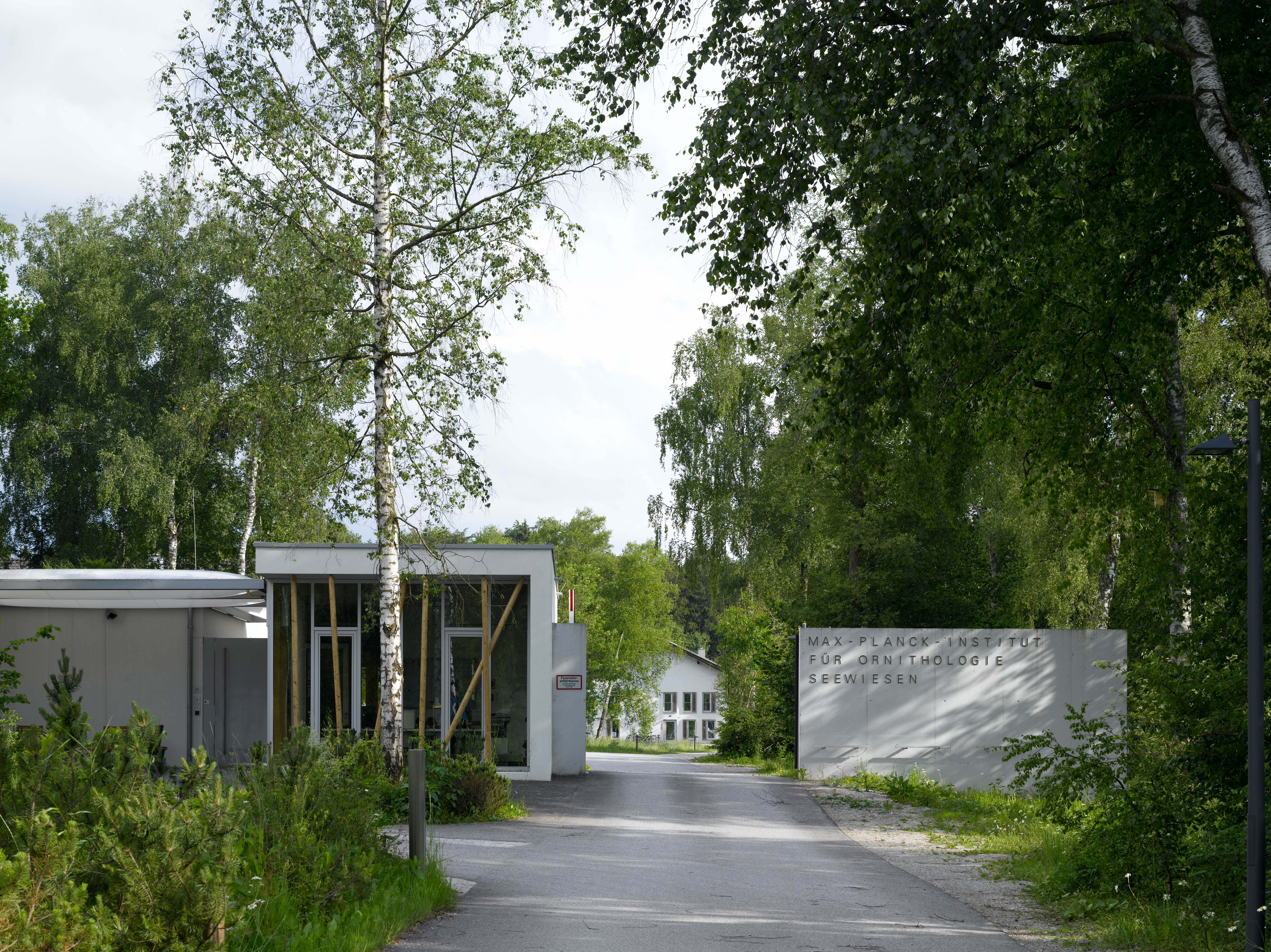
Eingang zum Campus des Max-Planck-Instituts für Ornithologie in Seewiesen

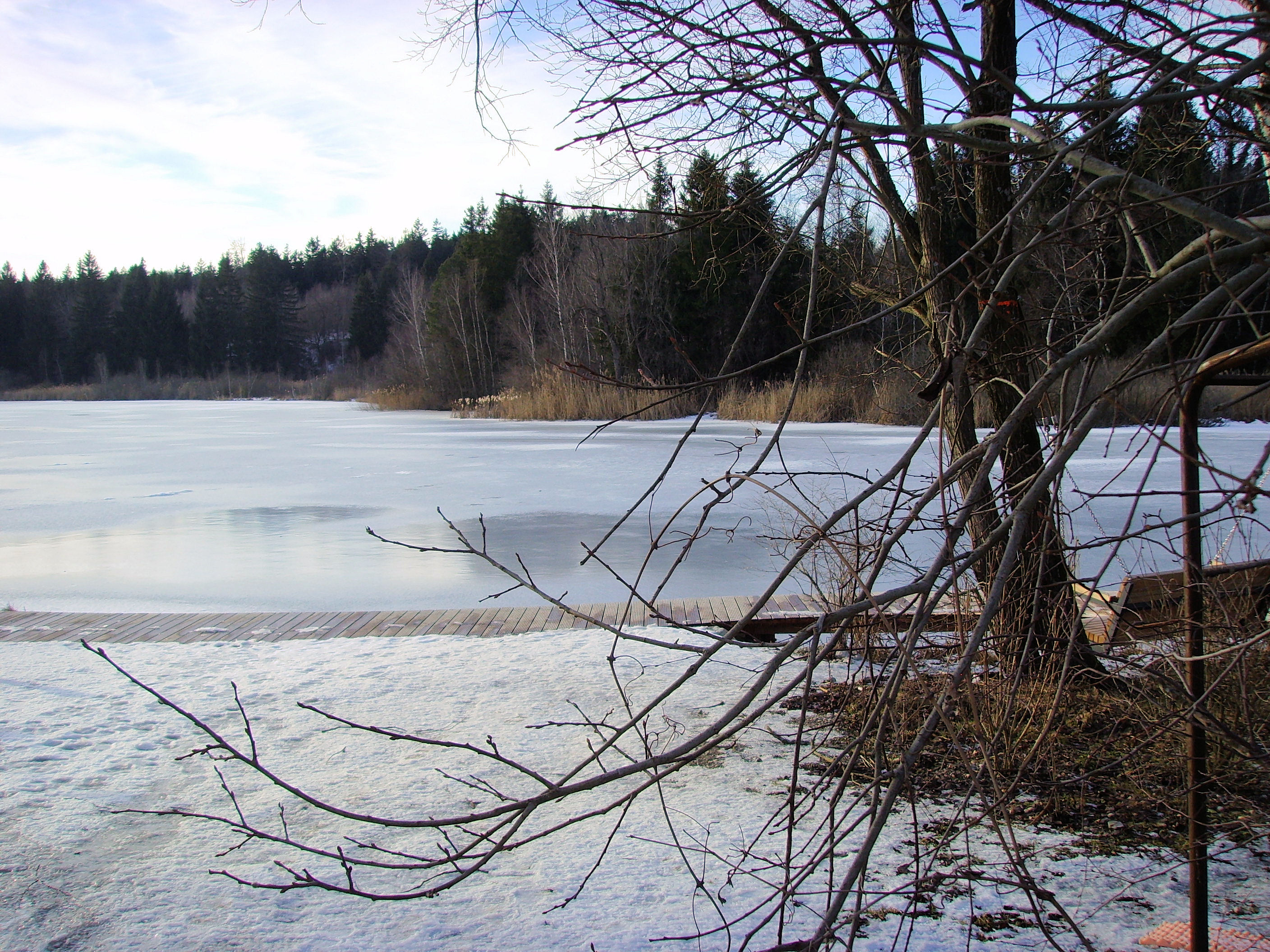
Der zu Seewiesen gehörende 8 ha große Eßsee im Winter

Seewiesen ist ein Gemeindeteil von Pöcking im oberbayerischen Landkreis Starnberg.
Er liegt am Eßsee zwischen Starnberger See und Ammersee, rund 40 Kilometer südwestlich von München, auf der Gemarkung Aschering und war der Sitz des Max-Planck-Instituts für Ornithologie.

## Geschichte
Im Jahr 1950 gab es in der Gemeinde Aschering noch keinen Ort namens Seewiesen. Den Namen Seewiesen wählten die Gründungsdirektoren Erich von Holst und Konrad Lorenz für das ab 1955 auf freiem Feld errichtete Max-Planck-Institut für Verhaltensphysiologie auf Anregung von Wolfgang Schleidt nach der Struktur des umgebenden Geländes. Später bedauerten sie gelegentlich diese Wahl, da der Ortsname immer wieder zu Verwechslungen mit anderen, gleichnamigen Orten (siehe Seewiesen) führte. 1961 wurde der Gemeindeteil als Weiler mit fünf Wohngebäuden und 63 Einwohnern beschrieben, 1970 wurden 53 Einwohner festgestellt, und 1987 leben acht Einwohner in dem jetzt als Einöde eingestuften Ort, mit sieben Wohnungen in einem Wohngebäude.

## Institut
Die offizielle Einweihung der Anlagen des Instituts wurde im Jahr 1958 durch den Nobelpreisträger Otto Hahn vorgenommen. Das Institutsgelände ist 30 ha groß, davon sind 8 ha Wasserfläche des Eßsees. Das Max-Planck-Institut für Verhaltensphysiologie wurde 1999 geschlossen, die Anlage wurde danach aber als Max-Planck Forschungsstelle für Ornithologie weitergeführt. 2004 wurde die Forschungsstelle mit der Berufung zweier Direktoren, Bart Kempenaers und Manfred Gahr wieder zum Institut aufgewertet, dem Max-Planck-Institut für Ornithologie. Forschungsschwerpunkte waren Organismische Biologie, Zoologie, Ornithologie, Neurobiologie, Verhaltensökologie, Evolutionsbiologie und Evolutionäre Genetik.
Die Vogelwarte Radolfzell in Radolfzell-Möggingen war bis 2019 Teilinstitut und ist seither eigenständiges Max-Planck-Institut für Verhaltensbiologie.
Im Januar 2022 wurden das Max-Planck-Institut für Neurobiologie und das Max-Planck-Institut für Ornithologie zum Max-Planck-Institut für biologische Intelligenz zusammengeschlossen.

## Belege
1. ↑  Gemeinde Pöcking: Zahlen, Daten, Fakten. Abgerufen am 24. April 2025.
2. ↑  Bayerisches Statistisches Landesamt (Hrsg.): Amtliches Ortsverzeichnis für Bayern – Bearbeitet auf Grund der Volkszählung vom 13. September 1950. Heft 169 der Beiträge zur Statistik Bayerns. München 1952, DNB 453660975, OCLC 183218794, Abschnitt II, Sp. 277 (Digitalisat).
3. ↑  Alwin Schönberger: Wolfgang Schleidt – Der Tonmeister. In: Alwin Schönberger: Grenzgänger. Österreichische Pioniere zwischen Triumph und Tragik. Brandstätter Verlag, 2015, ISBN 978-3850338974.
4. ↑  Bayerisches Statistisches Landesamt (Hrsg.): Amtliches Ortsverzeichnis für Bayern, Gebietsstand am 1. Oktober 1964 mit statistischen Angaben aus der Volkszählung 1961. Heft 260 der Beiträge zur Statistik Bayerns. München 1964, DNB 453660959, OCLC 230947413, Abschnitt II, Sp. 205 (Digitalisat).
5. ↑  Bayerisches Statistisches Landesamt (Hrsg.): Amtliches Ortsverzeichnis für Bayern. Heft 335 der Beiträge zur Statistik Bayerns. München 1973, DNB 740801384, OCLC 220710116 (Digitalisat).
6. ↑  Bayerisches Landesamt für Statistik und Datenverarbeitung (Hrsg.): Amtliches Ortsverzeichnis für Bayern, Gebietsstand: 25. Mai 1987. Heft 450 der Beiträge zur Statistik Bayerns. München November 1991, DNB 94240937X, OCLC 231287364, S. 143 (Digitalisat).
7. ↑  Neues Max-Planck-Institut für biologische Intelligenz, in Gründung. Auf: bi.mpg.de vom 7. Dezember 2021.